# فرشاة الشعر

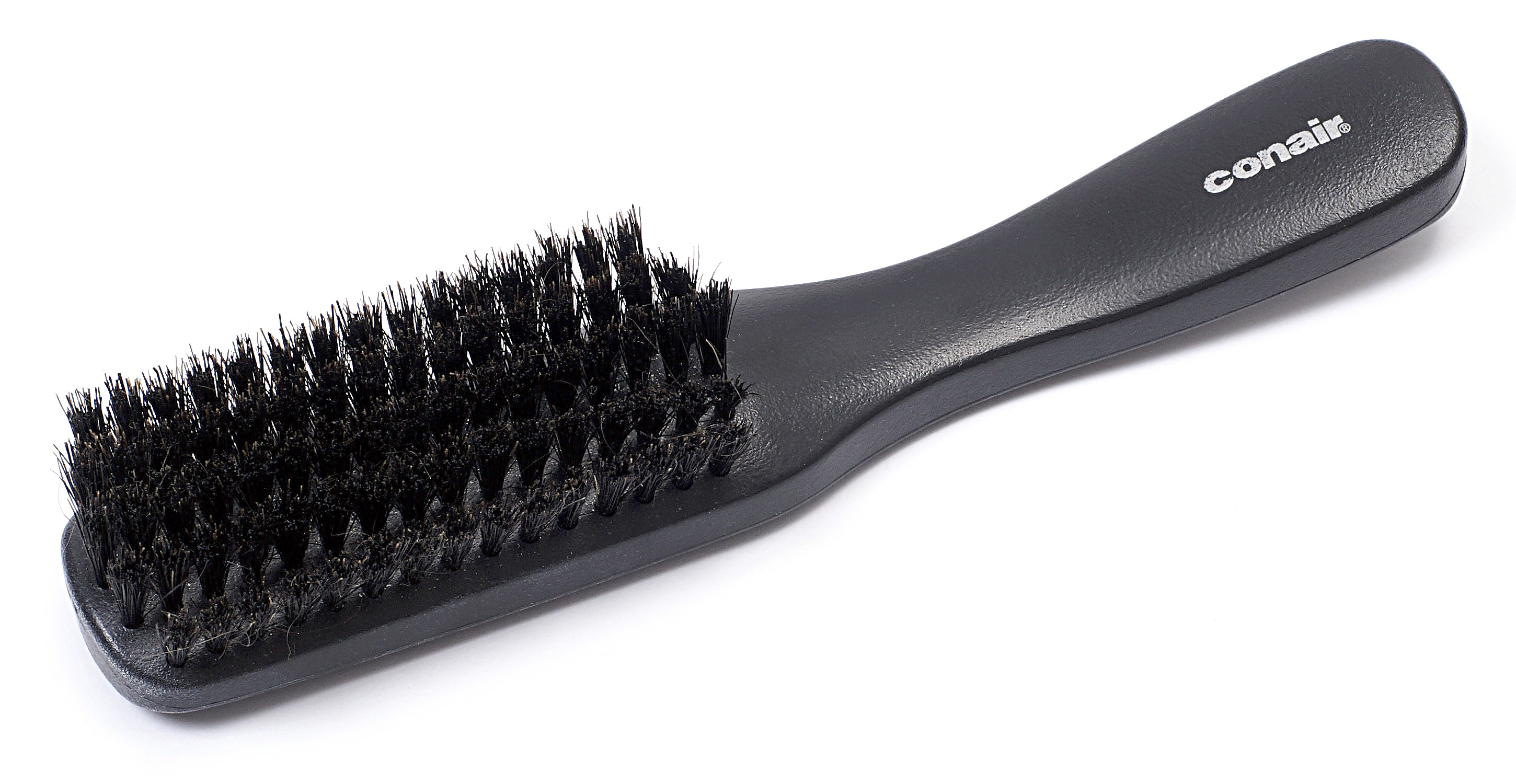
فرشاة الشعر.

فرشاة الشعر (بالإنجليزية:Hairbrush) هي فرشاة لها عصا وتتكون من شعيرات قاسية أو لينة وتستخدم للعناية بالشعر لترتيبه، وتنظيفه، وفك تشابك الشعر، أو مداعبة فراء الحيوانات وتتواجد بعدة أحجام وأشكال.